# Ceratosoma

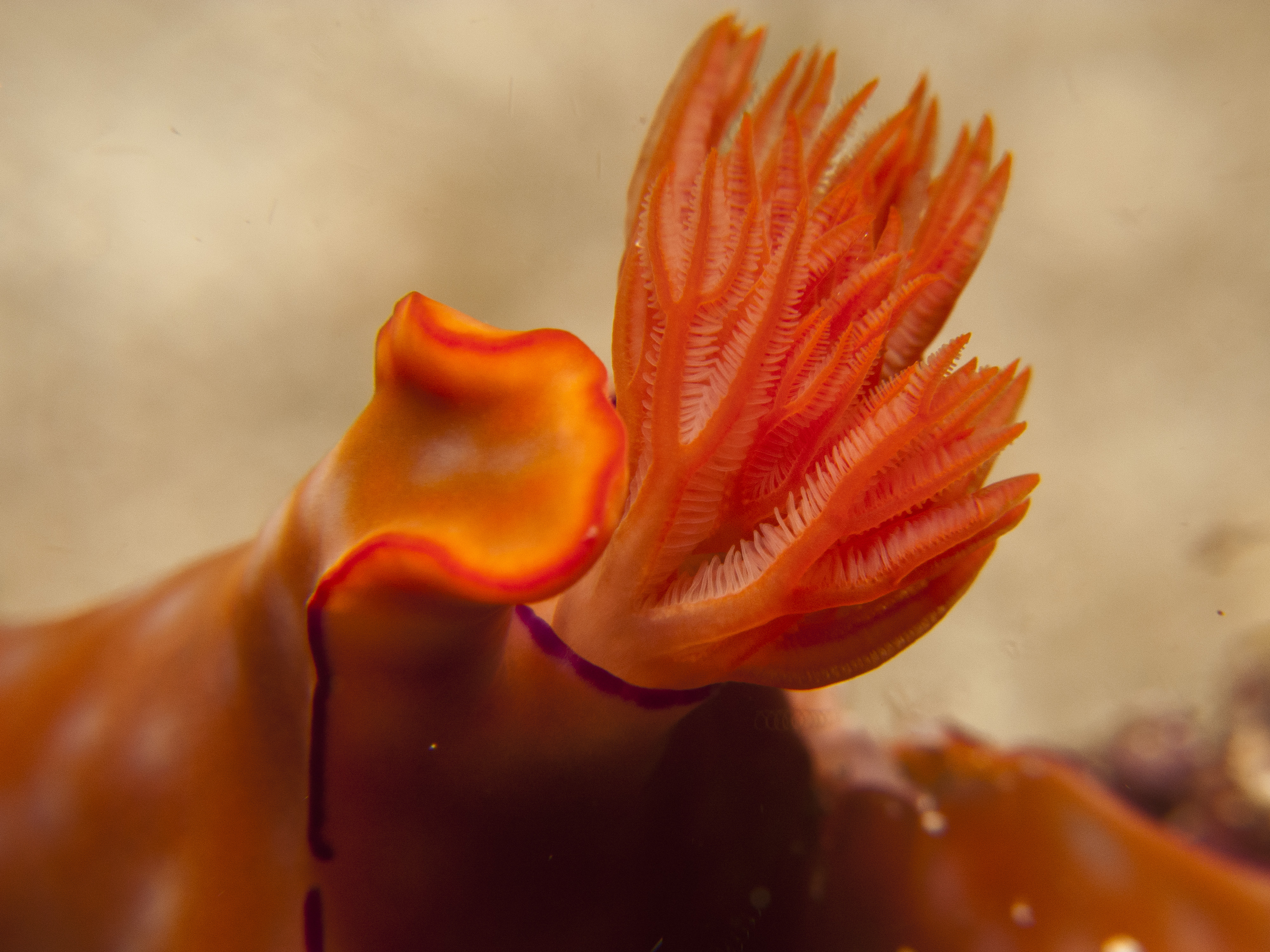
Detalle de branquias de Ceratosoma trilobatum

Ceratosoma es un género de moluscos nudibranquios de la familia Chromodorididae (babosas de mar).

## Diversidad
El género  Ceratosoma  incluye 11 especies descritas:
- Ceratosoma amoenum (Cheeseman, 1886)
- Ceratosoma bicolor Baba, 1949
- Ceratosoma brevicaudatum  Abraham, 1876
- Ceratosoma gracillimum Semper in Bergh, 1876
- Ceratosoma ingozi  Gosliner, 1996
- Ceratosoma palliolatum  Rudman, 1988
- Ceratosoma polyomma Bergh, 1880
- Ceratosoma pustulosum (Cuvier, 1804)
- Ceratosoma tenue Abraham, 1876
- Ceratosoma trilobatum (J.E. Gray, 1827)

Especies cuyo nombre ha dejado de ser aceptado por sinonimia:
- Ceratosoma adelaidae Basedow & Hedley, 1905 aceptado como Ceratosoma brevicaudatum Abraham, 1876
- Ceratosoma alleni  Gosliner, 1996  : aceptado como Miamira alleni (Gosliner, 1996)
- Ceratosoma amoena: aceptado como Ceratosoma amoenum (Cheeseman, 1886)
- Ceratosoma berghi Rochebrune, 1895 aceptado como Ceratosoma trilobatum (J.E. Gray, 1827)
- Ceratosoma bicorne Bergh, 1905 aceptado como Ceratosoma tenue Abraham, 1876
- Ceratosoma caledonicum Fischer, 1876 aceptado como Ceratosoma trilobatum (J.E. Gray, 1827)
- Ceratosoma corallinum Odhner, 1917 aceptado como Ceratosoma trilobatum (J.E. Gray, 1827)
- Ceratosoma cornigerum Adams & Reeve, 1850 aceptado como Ceratosoma trilobatum (J.E. Gray, 1827)
- Ceratosoma flavicostatum  Baba, 1940 : aceptado como Miamira flavicostata Baba, 1940
- Ceratosoma francoisi Rochebrune, 1894 aceptado como Ceratosoma tenue Abraham, 1876
- Ceratosoma gibbosum Rochebrune, 1894 aceptado como Ceratosoma trilobatum (J.E. Gray, 1827)
- Ceratosoma jousseaumi Rochebrune, 1894 aceptado como Ceratosoma tenue Abraham, 1876
- Ceratosoma lixi Rochebrune, 1894 aceptado como Ceratosoma trilobatum (J.E. Gray, 1827)
- Ceratosoma magnifica aceptado como Miamira magnifica Eliot, 1904
- Ceratosoma magnificum (Eliot, 1910): aceptado como Miamira magnifica Eliot, 1904
- Ceratosoma miamiranum Bergh, 1875: aceptado como Miamira miamirana (Bergh, 1875)
- Ceratosoma moloch Rudman, 1988: aceptado como Miamira moloch (Rudman, 1988)
- Ceratosoma oblongum Abraham, 1876 aceptado como Ceratosoma brevicaudatum Abraham, 1876
- Ceratosoma ornatum Bergh, 1890 aceptado como Ceratosoma tenue Abraham, 1876
- Ceratosoma rhopalicum Rochebrune, 1894 aceptado como Ceratosoma tenue Abraham, 1876
- Ceratosoma sinuatum van Hasselt, 1824: aceptado como Miamira sinuata (van Hasselt, 1824)

## Galería

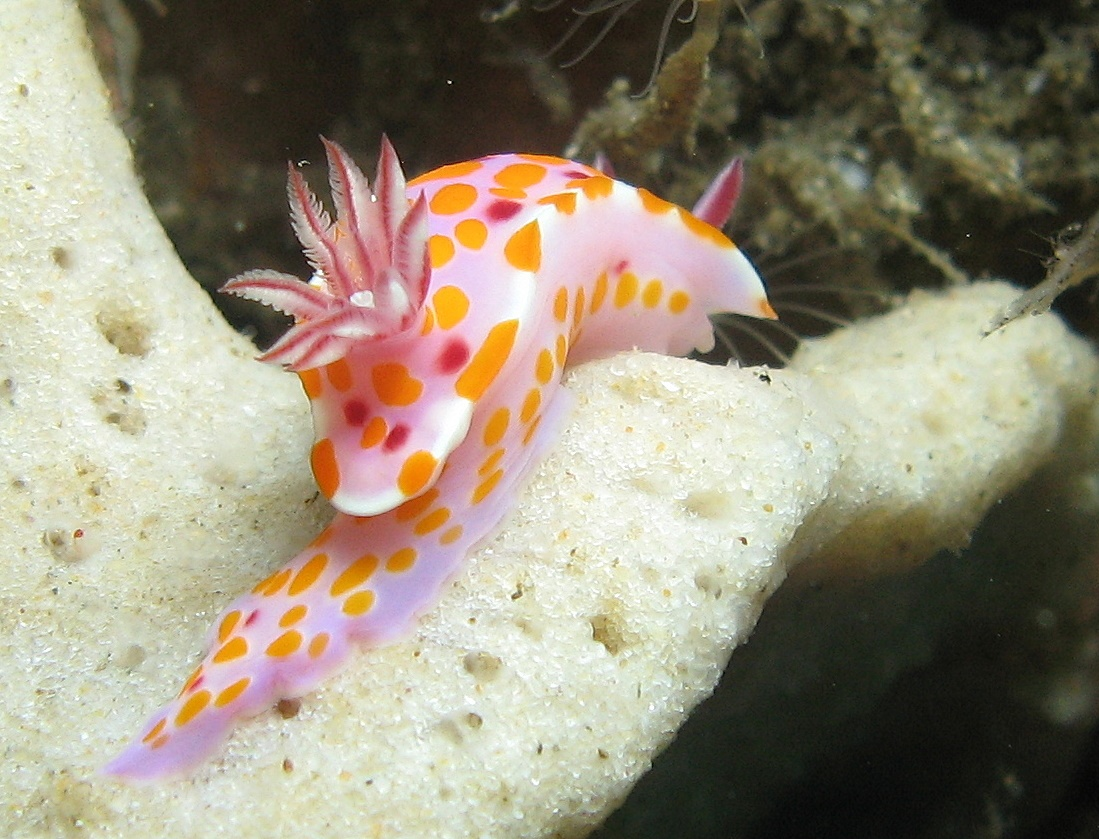
Ceratosoma amoenum
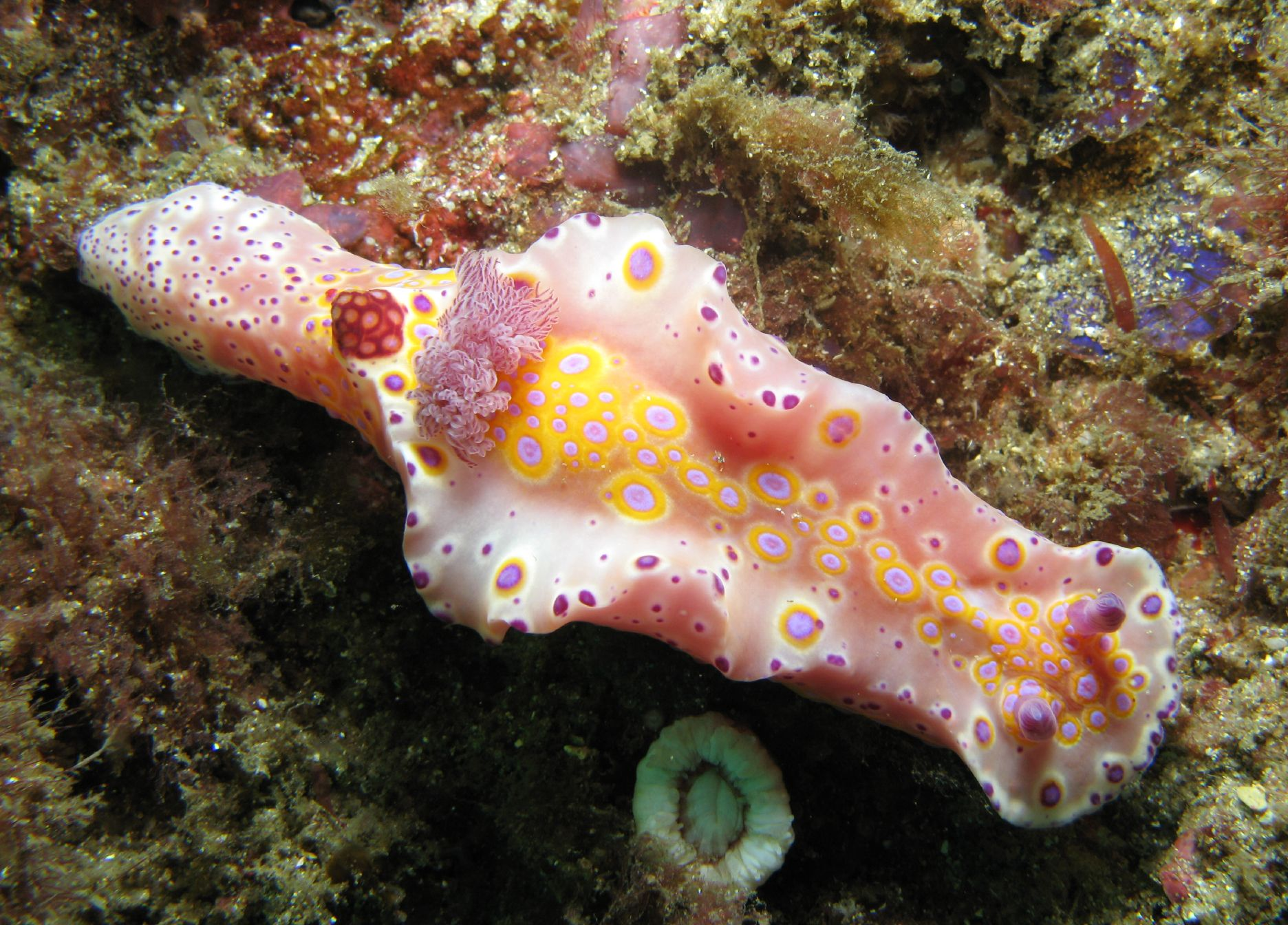
Ceratosoma brevicaudatum
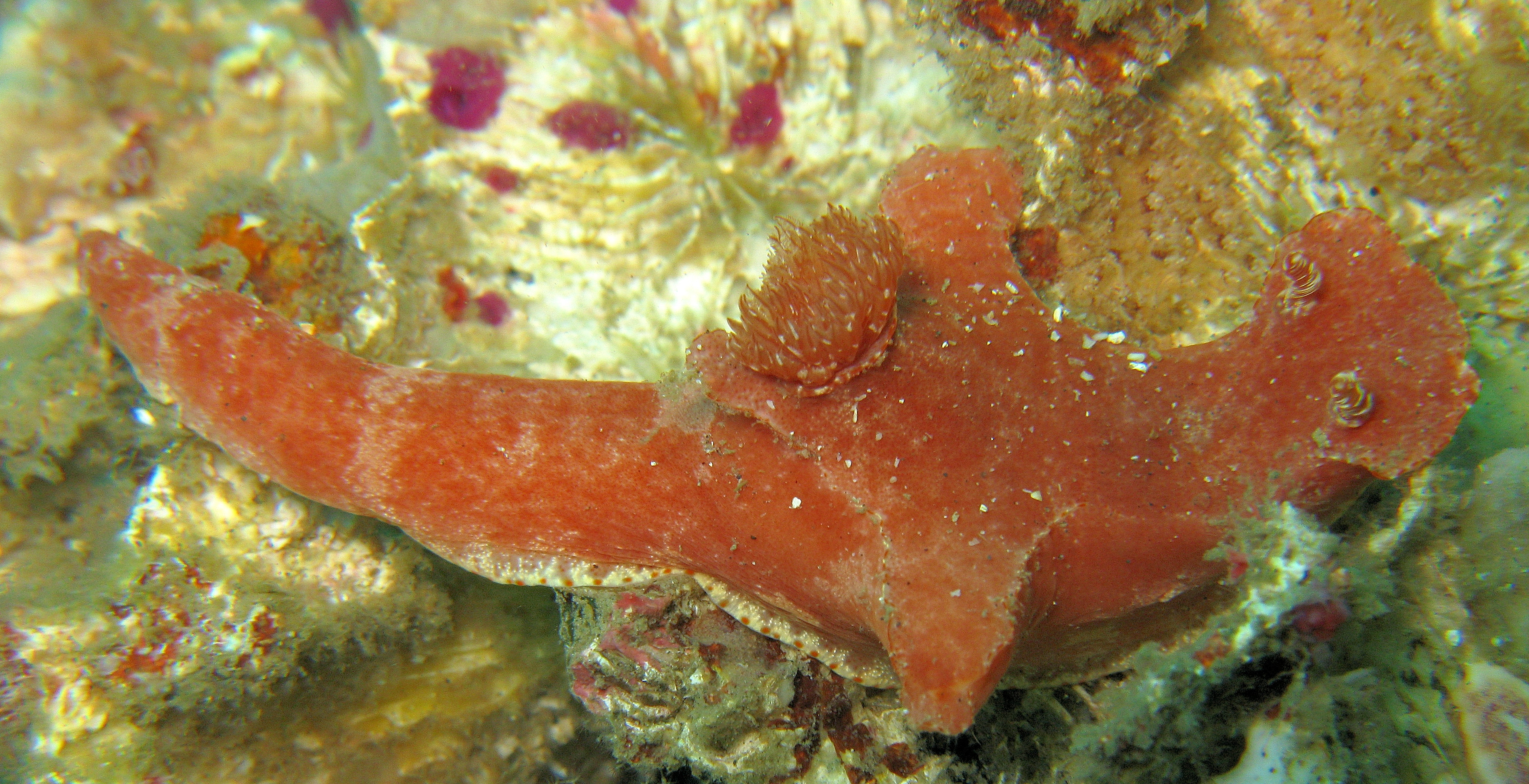
Ceratosoma gracillimum
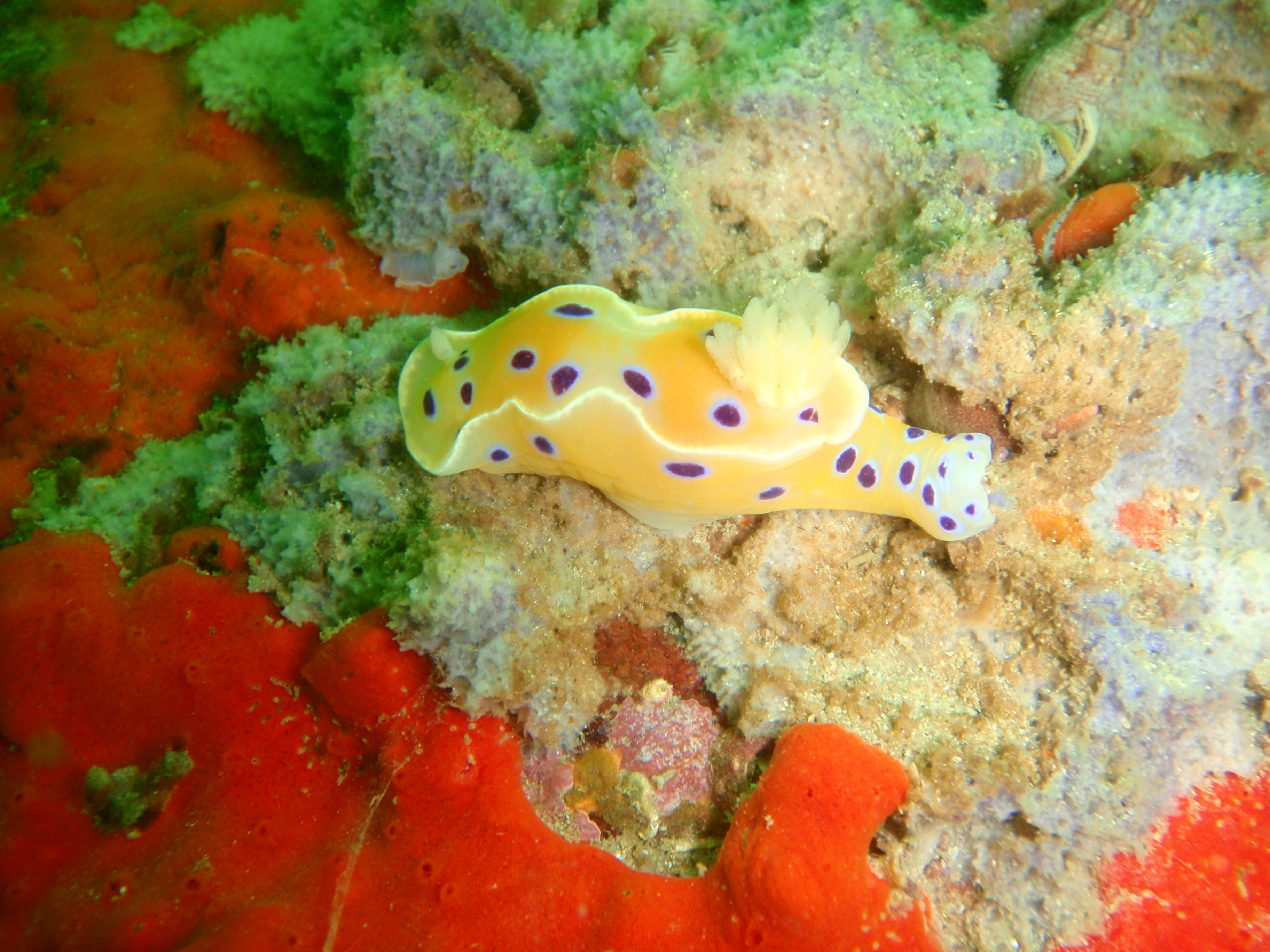
Ceratosoma ingozi
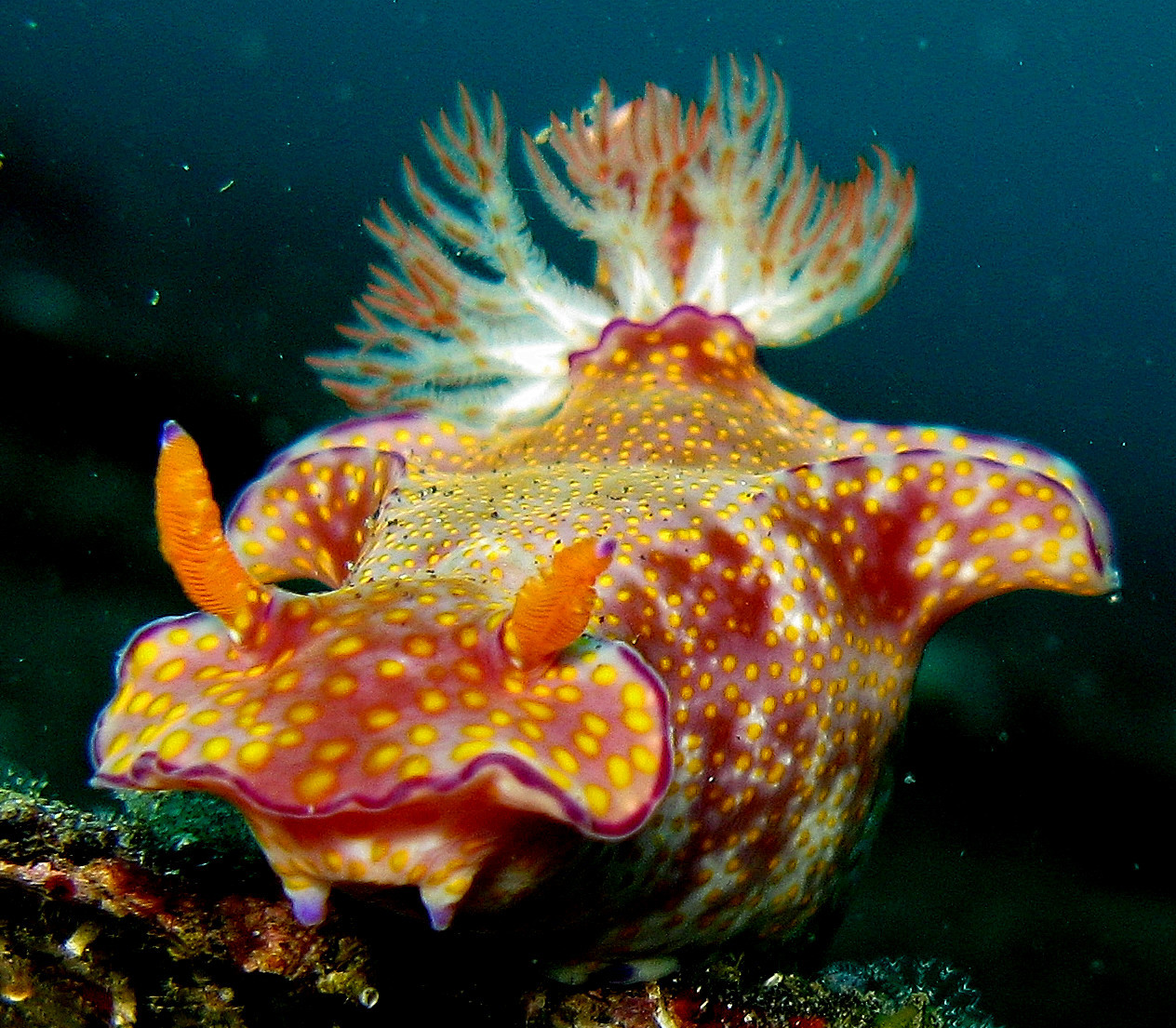
Ceratosoma tenue
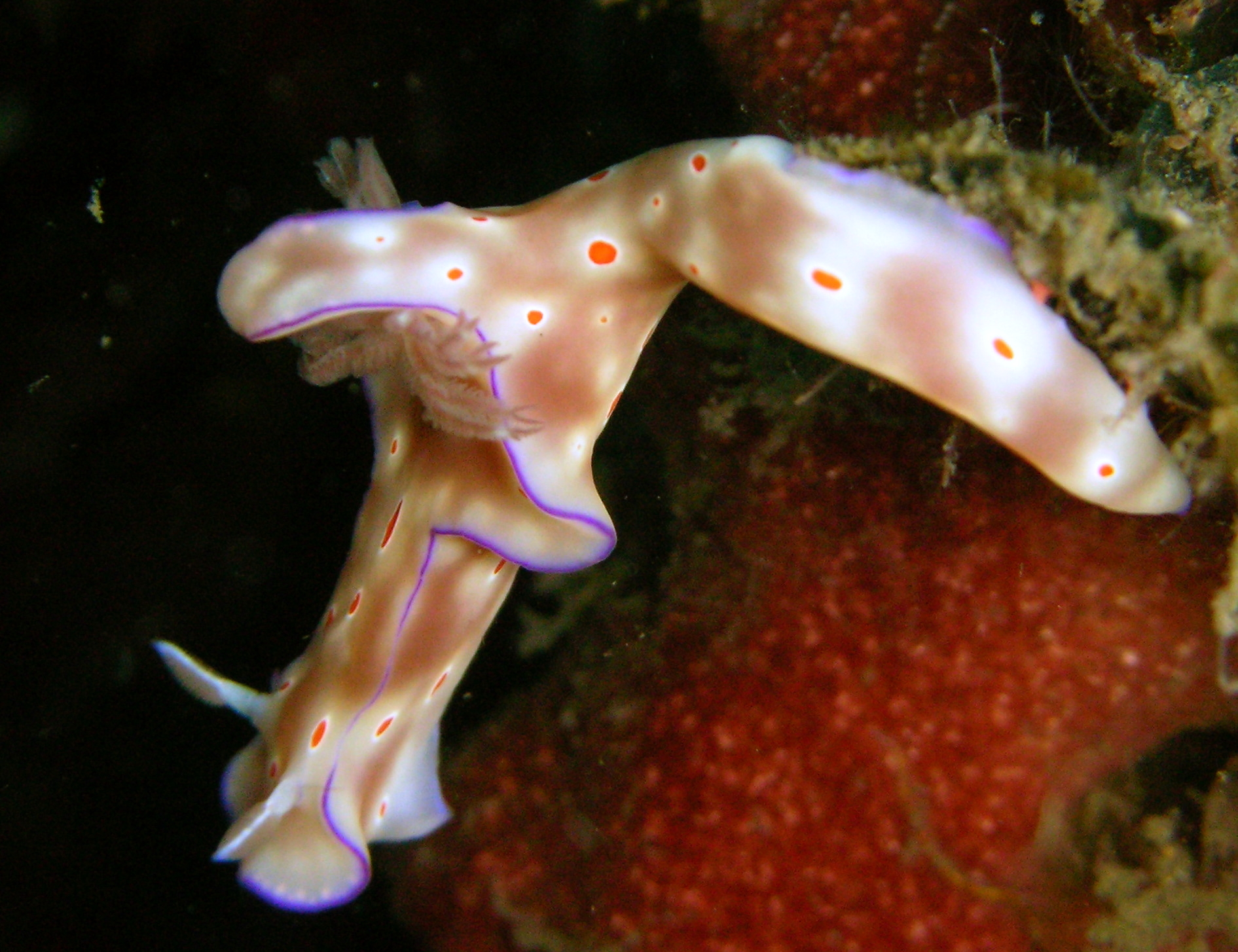
Ceratosoma trilobatum